# 여론조작
여론조작은 개인이나 집단이 개인의 사적인 목적이나 자기 집단의 이익을 위해서 사실 왜곡이나 허위 사실 유포 등을 통해 여론을 왜곡시키는 행위이다. 선거에서 승리하기 위해 여론조사를 조작하는 행위가 여론 조작의 예가 될 수 있다.
비슷한 행위로 여론몰이(與論몰이)란 것도 있는데, 여론몰시는 개인이나 집단이 개인의 사적인 목적이나 자기 집단의 이익을 위해 방송, 신문, 인터넷 등의 언론을 이용하는 행위로서, 공적인 이익에 부합하지 않는 경우를 말하며, 부정적인 의미를 담고 있다. 언론 플레이(言論 play)라고 일컬어지기도 한다. 여론몰이의 주체는 사실을 왜곡하거나 논리가 모순되는 말을 하는 경우가 많다. 이것은 일종의 기만 및 사기 행위로 볼 수 있다. 언론의 과장 보도도 여론몰이로서 작용할 수 있다. 그리고 가치관은 변할 수 있는 것이어서 여론몰이라고 치부되었던 행위가 나중에는 공적인 이익에 부합하는 행위였던것으로서 인정받을 수도 있다.!

## 같이 보기
- 인터넷 검열
- 옐로 저널리즘
- 흑색선전
- 선동